# Isabel García García
María Isabel García García (Madrid, 18 de junio de 1969) es una historiadora del arte e investigadora española, doctora y profesora de Historia del Arte en la Universidad Complutense de Madrid.

## Trayectoria profesional
Especialista en arte contemporáneo, se ha dedicado principalmente a la docencia y la investigación. Ha comisariado exposiciones, publicado numerosos artículos y libros sobre arte español del siglo XX. Ha realizado estancias de investigación en LACMA (Los Angeles County Museum of Art) (2014) y en el Institute of Fine Arts de Nueva York como Visiting Research Professor (2018).
Además es autora de numerosos textos publicados en monografías, en catálogos de exposición y artículos de revistas especializadas nacionales e internacionales, entre ellas Bulletin d’Histoire Contemporaine de l’Espagne, Journal of the National Museum in Warsaw o Archivo Español de Arte. Ha colaborado en numerosos proyectos de Investigación I+D+i y distintos Proyectos de Innovación y Calidad de la Docencia (PIMCD). Forma parte del Grupo de Investigación Complutense: Arte y Ciudad. Arte, Arquitectura y Comunicación en la Ciudad Contemporánea.
Miembro del Consejo de Redacción de la Revista Anales de Historia del Arte (2014-2016) y del Comité de Redacción de la Revista Arte y Ciudad. Revista de Investigación de (desde 2013) de la UCM. Ha sido miembro del Consejo Rector de la Fundación Provincial Artes Plásticas Rafael Botí (2007-2011) y jurado de la Convocatoria Residencias de Creación Conde Duque Museo de Arte Contemporáneo (Desde 2019).

## Docencia
Es Profesora Titular del Departamento de Historia del Arte de la Facultad de Geografía e Historia, de la Universidad Complutense de Madrid, UCM. Con anterioridad impartió clases en la Université de Toulouse Le Mirail en Francia, en la Universidad Autónoma de Madrid y el Instituto Universitario de Investigación Ortega y Gasset. 
Ejerce de profesora de Arte Contemporáneo en Grado y en los másteres Estudios Avanzados en Historia del Arte Español y Cultura Contemporánea: Literatura, Instituciones Artísticas y Comunicación Cultural, así como Coordinadora del Grado en Historia del Arte y Coordinadora y Tutora de Prácticas Externas del mismo Grado.

## Comisariado de exposiciones
Especialista en las Vanguardias Históricas, ha sido comisaria de exposiciones sobre el arte español de la primera mitad del siglo XX, en museos, instituciones, centros y galerías como Homenaje a Eduardo Westerdahl y Óscar Domínguez, Círculo de Bellas Artes de Santa Cruz de Tenerife (1999); Daniel Vázquez Díaz (1882-1969), Madrid, Museo Nacional Centro de Arte Reina Sofía, MNCARS y en Bilbao, en el Museo de Bellas Artes (2004); Virgilio Vallmajó (1914- 1947). Del neocubismo a la abstracción geométrica, Madrid, Galería de Arte José de la Mano (2005); Instantes. Daniel Vázquez Díaz, Sala de exposiciones Cajalón-Calatayud (2006); Antonio Rodríguez Luna (1910-1985), Córdoba, Fundación Provincial de Artes Plásticas Rafael Botí (2006); Luis Feito. La memoria recuperada (1953-1955), Madrid, Galería de Arte José de la Mano (2006) o  Ángel López- Obrero, en el centenario de su nacimiento (1910-1992), Córdoba, Fundación Provincial de Artes Plásticas Rafael Botí (2010).

## Publicaciones

### Libros
- Entre sus libros académicos destacanː
- Entre tradición y modernidad. El Estado Mayor de la Defensa, obra de Luis Gutiérrez Soto (Madrid, Ministerio de Defensa, 2008).[4]
- Orígenes de las vanguardias artísticas en Madrid (1909-1922), (Córdoba, Fundación Provincial de Artes Plásticas Rafael Botí, 2007)[5][6]
- Celso Lagar (Fundación MAPFRE, Instituto de Cultura, 2010)[7]
- Catálogo Razonado de Godofredo Ortega Muñoz (Fundación Godofredo Ortega Muñoz y Gobierno de Extremadura, Consejería de Educación y Cultura, 2014)[8]
- Arte de vanguardia. Objeto, cosa y arte-facto (1905-1960) (Madrid, Art Global, 2016)[9]
- Tiempo de estrategias. La Asociación de Artistas Plásticos y el arte español comprometido en los setenta (Madrid, CSIC, 2016)[10][11]
- La máquina castiza. 110 años del futurismo en España (Madrid, Museo de Arte Contemporáneo, 2019)[12][13]

### Capítulos de libros
2014. “Panorama 78”, Redes hispanas del arte desde 1900, Biblioteca de Historia del arte, Madrid, pp. 183-196, CSIC, ISBN. 978-84-0009206-1.
2014. “El PCE y las artes plásticas durante la Transición”, Arte político, Madrid, AECA, pp. 269-282,  ISB 978-84-606-6283-9.
2016. “1975: Barrios madrileños y nueva cultura de masas”, pp. 373-384, El arte y la recuperación del pasado reciente, , Madrid, Instituto de Historia CSIC, ISBN 978-84-00-10029-2.
2017. “Cegado por Thánatos. Del Guernica de Picasso a la Crucifixión de Rico Lebrun”,  Zaragoza, Institución Fernando el Católico, pp. 579-593,  ISBN 978-84-9911-434-7.B
2017. “La interpretación de la obra y del mito de Picasso en la revista Goya”, Imaginarios en conflicto, Madrid, Instituto de Historia CSIC, 2017, pp. 465- 482. ISBN 978-84-00-10231-9
2018. “Arte, contradicción y nueva cultura de masas en el tardofranquismo”, La formación artística: creadores-historiadores-espectadores, XXI Congreso Nacional de Historia del Arte, Santander, ISBN 978-84-8102-848-5,.
2018.  “¿Madrid neutral?, filias, fobias, espionaje y arte en el Madrid de la Primera Guerra Mundial”, Madrid, musa de las artes, Madrid, Museo de Arte Contemporáneo, pp. 45-54, ISBN 978-84-7812-791-7
2019. “Tránsitos del biomorfismo en la vanguardia española”, Biomorfismo 1920-1950, Madrid, Galería Guillermo de Osma, DP M-25178-2019
2020, “Para Camilo José Cela. Picasso. 1.8.58”, Trazo de piel. Cela-Picasso, pasiones compartidas, Fundación Picasso Museo Casa Natal, Málaga, 978-84-1207-484-0.
2020, “Un arte español para una política imperialista ante la Guerra del Vietnam y la descolonización del Sahara”, Represión, exilio y postguerra. Las consecuencias de las guerras contemporáneas en el arte español, Madrid, Instituto de Historia CSIC, pp.431-450,  978-84-00-10562-4

### Artículos en revistas científicas
2013 “Barrios intervenidos artísticamente durante el último franquismo”, Arte y ciudad. Revista de investigación, 2, Madrid, pp. 611-640, ISSN. 2254-2930.
2014 “El Guernica en la calle durante la Transición y los primeros años de la Democracia”, Archivo Español de Arte, Madrid, pp. 281-296, ISSN 0004-0428
2016 “Madrid at the Crossroads of 1918. Polish Avant-Garde Art”, Journal of the National Museum in Warsaw. New Series, Number 5 (41), Warsaw, 2016, Poland; pp. 231-270, ISSN. 0509-6936.
2018 “El mundo en un papel: las revistas de lujo (Nueva York, París, Madrid, Barcelona)” en el  Bulletin d’Histoire Contemporaine de l’Espagne, Marsella, ISSN 0987-4135, pp. 157-170.
2018 “Exposiciones de arte moderno francés en España durante la segunda década del s. XX” en el  Bulletin d’Histoire Contemporaine de l’Espagne, Marsella, ISSN 0987-4135, pp. 65-78.